# Eduard Isken
Eduard Isken (né le 15 avril 1918 à Hagendingen (Hagondange) et mort le 7 janvier 1997 à Wolfsbourg) est un as de la Luftwaffe. Eduard Isken est crédité de 56 victoires aériennes, et de 18 tirs réussis au sol, dont 15 avions, 2 blindés et un train de marchandises. En 5 ans, il a effectué 960 missions de combat. Pour ses mérites, il a reçu la croix de chevalier de la croix de fer, le 14 janvier 1945.

## Biographie
Eduard Isken naît le 15 avril 1918 à Hagondange (Hagendingen) en Moselle, peu avant la rétrocession de l'Alsace-Lorraine. Il se destine très tôt à l'aviation et s'engage dans la Luftwaffe peu avant la Seconde Guerre mondiale. 
En 1940, il est affecté comme sous-officier pilote dans le IIIe Gruppe du 77e Jagdgeschwader. Le 77e escadron de chasseurs est une nouvelle unité de la Luftwaffe, équipée du fameux Messerschmitt Bf 109. Toujours dans le même escadron, Isken reçoit la Deutsches Kreuz en or, le 28 avril 1943. le 26 juillet 1943, il reçoit l'Ehrenpokal der Luftwaffe, trophée d'honneur créé le 27 février 1940 par Hermann Goering. En 1943 et 1944, Isken vole au sein du 123e Aufklarung gruppe, puis dans le 200e Jagdgruppe. En octobre 1944, alors que la situation devient critique sur tous les fronts, Isken est affecté au Jagdgeschwader 53. Le 53e escadron de chasseurs, surnommé «As de Pique», est une unité de chasseurs équipée de Messerschmitt Bf 109E, F, G et K. L' Oberfeldwebel Eduard Isken reçoit la croix de chevalier de la croix de fer le 14 janvier 1945. 
Eduard Isken s'éteignit le 7 janvier 1997 à Wolfsbourg.

## Distinctions
- Croix de chevalier de la croix de fer, le 14 janvier 1945
- Ehrenpokal der Luftwaffe, le 26 juillet 1943
- Croix de fer, 1re et 2e classes
- Agrafe des vols au front für Jäger, en or
- Insigne des blessés

## Sources
Isken, Eduard sur das-ritterkreuz.de